# Gloeophyllum vinaceobrunneum
Gloeophyllum vinaceobrunneum är en svampart som beskrevs av Corner 1987. Gloeophyllum vinaceobrunneum ingår i släktet Gloeophyllum och familjen Gloeophyllaceae.   Inga underarter finns listade i Catalogue of Life.